# 스털링성
스털링성 (Stirling Castle)은 영국 스코틀랜드 스털링에 위치한 성으로, 스코틀랜드 최대 규모의 성이자 역사적, 건축학적으로 중요한 성으로 꼽힌다.
스털링성은 스털링실 (Stirling Sill)이라 부르는 지반의 관입암 바위 꼭대기에 지어졌다. 삼면이 가파른 절벽으로 둘러싸인 방어 요충지이기도 하다. 여기에 위치 자체도 스코틀랜드 포스강의 하구를 지키는 지점으로서 일찍이 중요한 요새로 자리했다.
성의 축조연대는 15세기~16세기인 것이 대부분이며, 일부 건축물은 14세기로 거슬러 올라간다. 마을 앞 외부 방어벽은 18세기 초에 건설됐다. 스코틀랜드 왕국이 영국과 연합을 이루기 전에는 스코틀랜드 왕실의 궁전으로도 기능하여 그 어느 거처보다 가장 많이 사용되었다. 1542년 스코틀랜드 메리 1세 여왕을 비롯해 스코틀랜드의 역대 국왕 중에는 스털링성에서 즉위식을 거행한 왕이 많으며, 이곳에서 태어나거나 죽음을 맞이한 국왕들도 있었다.
스코틀랜드 왕국의 주 요새였던 만큼 스코틀랜드 독립 전쟁 시기를 비롯해 스털링성을 포위한 사례가 적어도 8차례 있었던 것으로 기록된다. 가장 마지막으로는 1746년 찰스 에드워드 스튜어트 왕자가 함락을 시도했다가 실패로 돌아간 사례가 있었다. 오늘날 스털링성은 영국 지정문화재 (Scheduled monument)로 등재되어 있으며, 히스토릭 인바이러먼트 스코틀랜드에서 관리하고 있는 스코틀랜드의 대표 관광 명소이다.

## 역사

### 유래
스털링성이 자리잡은 이른바 캐슬힐 (Castle Hill)은 본래 스털링 실 (Stirling Sill)이라는 지질구조의 일부로서, 지금으로부터 약 3억 5000만년 전 형성된 석영휘록암 (quartz-dolerite)이 빙기 활동으로 큼직한 바위로 깎여 만들어졌다. 캐슬힐 바로 동쪽면의 고원힐 (Gowan Hill)에는 힐포트 유적이 위치해 있어, 일찍부터 이곳 지형을 활용하게 된 것으로 보인다.
로마 제국이 브리튼섬을 점령한 시절 로마인들은 스털링 일대에는 관심을 두지 않고 둔 (Doune) 지역에 요새를 세웠다. 다만 동시기 캐슬힐 일대는 매아태족 (Maeatae)이 점령했을 것으로 추정된다. 이후 마노 고도딘 (Manaw Gododdin)의 요새가 자리했을 것으로 보이며, 7세기~8세기에 이르러 유데우 (Iudeu)라는 촌락이 있었다는 기록이 획인된다. 유데우는 서기 655년 머시아 국왕 펜다가 베르니시아의 오스위그를 상대로 포위전에 나선 무대이기도 하다. 그로부터 30년 뒤에는 더닉테인 전투 (Battle of Dun Nechtain)에서 노섬브리아인들이 패배하면서 픽트인의 영토로 넘어갔다. 하지만 캐슬힐에서 진행된 발굴조사 결과로는 중세 후기 이전에 이 언덕 일대를 점령한 흔적은 발견되지 않았다.
한편 스털링과 관련된 몇가지 전승이 전해져 내려오는데 여기서는 '스노둔' (Snowdoun)이란 이름으로 소개된다. 16세기 영국의 역사학자 헥터 보스 (Hector Boece)는 저서 <스코틀랜드의 역사> (Historia Gentis Scotorum)에서 스털링에 요새를 세운 것은 로마인들이며 아그리콜라가 주도했다고 소개한다. 그리고 스코틀랜드의 초대 국왕으로 전해져 내려오는 케네스 맥알핀이 9세기경 픽트인 왕국을 점령하면서 스털링에 있는 성을 포위했다고 적고 있다. 하지만 학계에서 보스는 기록의 신빙성이 떨어져 믿기 어려운 역사학자로 여겨지고 있다.
연대기 작가 윌리엄 우스터 (William Worcester)는 스털링에 영국의 전설적인 아서왕의 궁궐이 있었다고 주장하는가 하면, 이곳에 성 모데나가 예배당을 세운 것이 오늘날 스털링성의 유래라는 전승도 있다. 성 모데나는 에든버러성도 똑같이 단초를 제공했다고 알려진 전설 속의 성인으로 현재는 모드웨나 (Modwenna)나 모닌 (Monnine) 등의 초창기 기독교 성인들의 활동이 모데나 성인이란 가공의 인물로 만들어졌다는 것 정설이다.
스털링성이 문헌에 처음으로 기록된 것은 1110년경으로, 스코틀랜드의 알락산다르 1세가 이곳에 예배당을 세워 바쳤다는 기록이 확인된다. 알릭산다르 1세는 이후 1124년에 스털링 예배당에서 숨을 거뒀기 때문에, 당시 스코틀랜드 왕실의 거점으로 삼으려 했던 것으로 보인다. 알락산다르 1세의 뒤를 이어 즉위한 데이비드 1세 치세에 이르러 스털링시는 칙허자치도시 (royal Burgh)가 되었으며, 스털링성은 행정의 중심지로 거듭났다. 윌리엄 1세는 스털링성 남서쪽에 사슴 사냥터를 세웠으나, 1174년 잉글랜드군에게 인질로 잡힌 이래 팔레즈 조약에 의거하여 스코틀랜드의 여러 성을 포기해야 했는데, 에든버러성과 더불어 스털링성도 그 중 하나였다. 다만 잉글랜드가 실제로 스털링성을 점거했다는 증거는 확인되지 않고 있으며, 1189년 잉글랜드의 리처드 1세가 스털링성을 공식 반환하면서, 스털링성은 스코틀랜드 왕실에서 아끼는 대표 왕궁으로 돌아갔다. 윌리엄 1세는 1214년 스털링성에서 사망했으며 1260년대에는 알락산다르 3세가 사슴 사냥용으로 뉴파크 (New Park)를 구획하였다.

### 스코틀랜드 독립전쟁
1286년 알락산다르 3세가 서거하자 스코틀랜드 국왕 자리를 두고 승계 분쟁이 벌어졌고, 잉글랜드 국왕 에드워드 1세는 왕위 경쟁의 중재자로 나서기 시작했다. 1291년 스코틀랜드로 북진한 에드워드 1세는 중재 기간 동안 스털링성을 비롯한 여러 왕궁은 본인이 관리하겠다며 내놓을 것을 주장하였다. 이후 에드워드 1세는 존 발리올이 왕위를 승계해야 한다는 결론을 내렸는데, 여기에는 존 발리올을 자신의 꼭두각시 국왕으로 삼으리란 계산이 작용하였으나, 정작 존 본인은 에드워드 1세의 요구에 굴복하지 않겠다는 뜻을 내비쳤다.
결국 1296년 에드워드 1세가 스코틀랜드를 침공하면서 스코틀랜드 독립 전쟁이 60여년간 이어지는 결과를 낳았다. 전쟁 극초기에는 스코틀랜드군의 후퇴로 스털링성이 버려지면서 잉글랜드군이 들어와 점거하였다. 이듬해에는 스털링교 전투에서 앤드류 모레이와 윌리엄 월리스가 이끄는 스코틀랜드군이 승리하여 잉글랜드군이 퇴각하고 다시 스코틀랜드군이 점령하였다. 전투 과정에서 수비군 다수가 전사하였고, 잉글랜드측 지휘관이었던 윌리엄 피츠워린과 마머듀크 트웽 (Marmaduke Thweng)이 스털링성으로 후퇴하였으나 스코틀랜드군이 성을 포위하면서 머지않아 굶주림을 이기지 못하고 항복했던 것이었다. 그러나 그 다음 여름에 폴커크 전투에서 잉글랜드군이 승리하면서 스코틀랜드군이 스털링성을 버리고 떠나면서 다시 주인이 바뀌었다. 에드워드 1세는 스털링성의 수비 강화에 나섰으나 1299년 로버트 브루스가 이끄는 군대에 포위되었고 에드워드 1세는 수비군 구출에 실패하면서 항복하고 말았다.

### 스튜어트 왕조

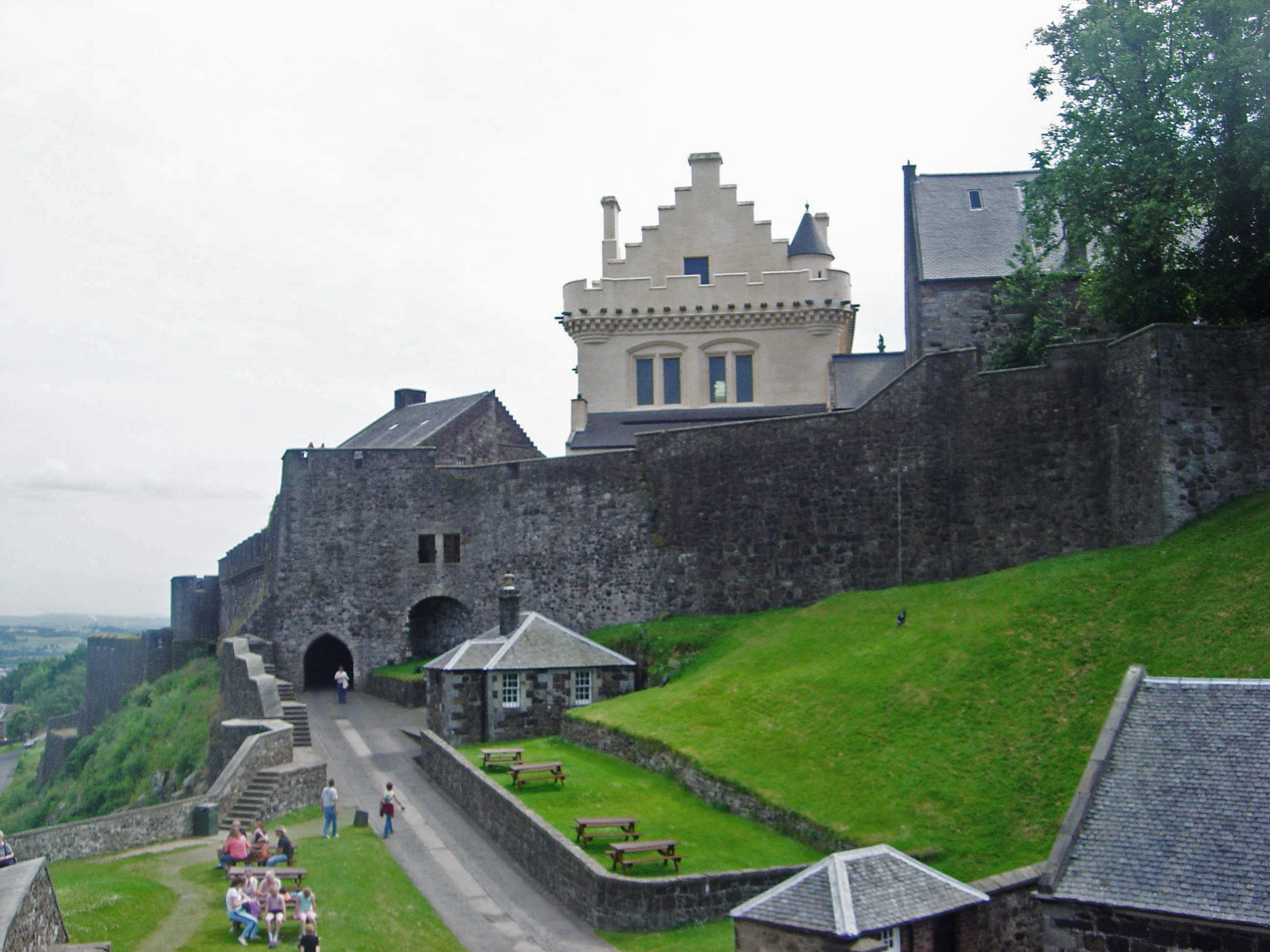
스털링성 북쪽 대문 (좌측 아래)는 성 내에서도 가장 오래된 부분으로, 축조연대가 1380년대로 거슬러 올라간다.

스튜어트 왕조 초기 로버트 2세 (재위기간: 1371년~1390년)과 로버트 3세 (1390년~1406년) 치세에 이르러서는 현재 스털링에 보존되어 있는 가장 오래된 시설들이 지어졌다. 로버트 3세의 형제이자 스코틀랜드 국왕의 섭정이었던 로버트 스튜어트가 스털링성 북쪽과 남쪽 대문을 지은 것이다. 오늘날 북쪽 대문의 토대는 1380년대에 지어진 것으로 추정되며 스털링성에서 가장 오래된 석조이기도 하다. 1424년 제임스 1세의 왕비 조앤 보포트 (Joan Beaufort)의 과부산 (jointure)으로 설정되었으며 이는 후대 국왕들에게도 계승되었다.
1437년 제임스 1세가 암살당하자 조앤은 어린 아들 제임스 2세와 함께 이곳으로 피난하여 왕궁으로 삼았다. 1449년에는 제임스 2세가 참회의 화요일을 맞이하여 마상시합 대회를 열었는데, 부르고뉴 기사 자크 드 라랭과 더글라스 백작의 형제였던 제임스 더글라스가 서로 각각 3명씩 이끌고 경합을 벌였다. 결과는 부르고뉴 기사단의 승리였다. 1452년 제임스 2세가 로스 백작 아일러의 존, 제4대 크로포드 공작 알렉산더 린지와의 동맹 파기를 거부했다는 이유로 제8대 더글라스 백작 윌리엄을 칼로 찔러 죽인 사건도 스털링성에서 벌어졌다. 그 뒤를 이어 즉위한 제임스 3세 (재위기간: 1460년~1488년)는 스털링성에서 태어났으며 정원과 왕실예배당을 축조하였다. 또 1475년에는 성내에 대포가 설치되었다는 기록이 남아 있다. 1486년에는 제임스 3세의 왕비 덴마크의 마거렛이 스털링성에서 서거하였으며, 2년 후에는 제임스 3세 본인도 배넉번 전투가 치러졌던 성 바로 남쪽 지대에서 벌어진 소키번 전투에 참전했다가 죽음을 맞이하였다.

### 르네상스 왕궁
1490년대~1600년대 스튜어트 왕조의 제임스 4세, 제임스 5세, 제임스 6세 치세에 이르러서는 스코틀랜드 왕실의 대표 왕궁으로 개발되기 시작하였으며, 오늘날 남아있는 스털링성은 이 시기에 지어진 시설들이 주를 이루고 있다. 당시 해외로 진출하겠다는 스튜어트 왕조의 야망을 반영하여 잉글랜드는 물론 프랑스, 독일 양식을 절충한 고유의 건축양식으로 건설되었다.

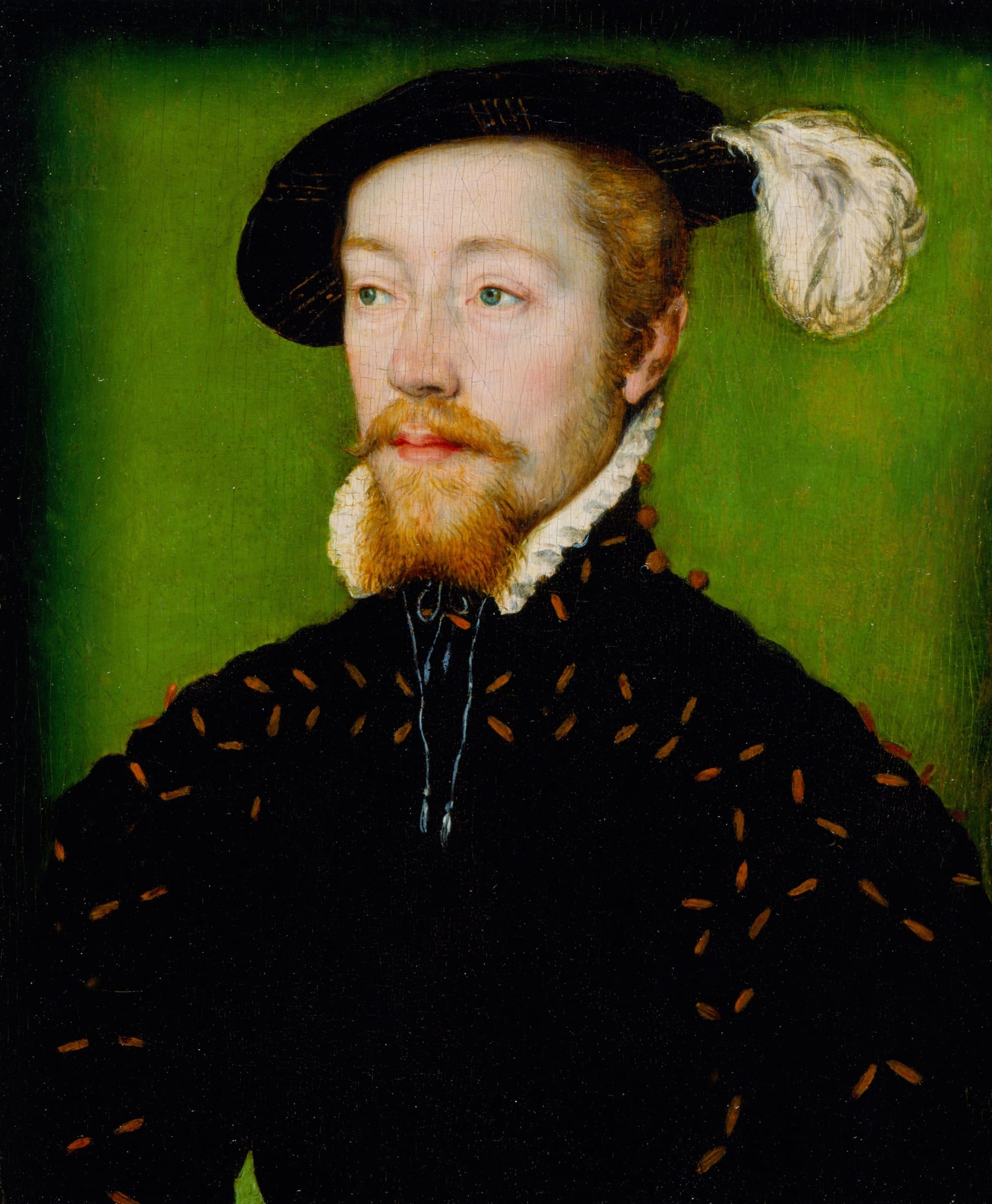
스털링성을 스코틀랜드의 대표 왕궁으로 확대한 제임스 5세의 초상화 (코르네유 드 리옹 그림)

제임스 4세 (재위기간: 1488년~1513년)는 스털링성에 연금술사를 비롯한 인재들을 불러들여 르네상스 시대에 걸맞은 궁정을 꾸리고, 여느 유럽 국가에 못지않은 왕궁을 가꾸어 내고자 노력하였다. 제임스 4세는 에든버러성, 포클랜드성, 린리스고성 등 스코틀랜드의 여러 왕궁을 증축할 것을 명하였지만 그 가운데서도 제일 규모가 컸던 공사는 단연 스털링성이었으며, 지금의 킹스 올드 빌딩 (King's Old Building), 대회실 (Great Hall), 포워크 (Forework) 등이 이때 지어진 것이다. 이와 함께 제임스 4세는 성내에 있던 교회 두 곳 가운데 왕실예배당을 개조하였으며, 1501년에는 교황 알렉산데르 6세로부터 협동교회의 설립을 승인받았다. 이 가운데 포워크라 함은 지금은 흔적을 찾기 힘든 성내 방어시설을 말하는 것으로 프랑스식 군사시설을 참고해 지어졌으나, 세부를 따지면 순수 방어 목적보다는 양식적인 면에서 추가된 부분들이 많았다. 스털링성 대문에는 적연과 아마씨유를 칠한 내리닫이문을 새로 만들어 달았다. 1504년에는 정원사 조지 캠벨이 마구간 옆에 양궁장을 만들었으며, 제임스 4세가 스페인 대사 페드로 데 아얄라와 테니스를 즐겼다는 기록도 남아 있다.
1509년경에는 시인 윌리엄 던바가 남긴 풍자시에 따르면 이탈리아의 연금술사이자 통글랜드 수도원장을 맡고 있던 존 데미안 (John Damian)이 스털링 성벽에서 인력 비행을 처음 시도했다고 한다. 또 성주 앤드류 에이툰 (Andrew Aytoun)가 스털링성에서 콜드웰 (Caldwell)이란 연금술사로 하여금 제5원소 (퀸타 에센시아 - quinta essencia)를 만들라 했다는 기록도 남아 있다.

## 오늘날의 모습

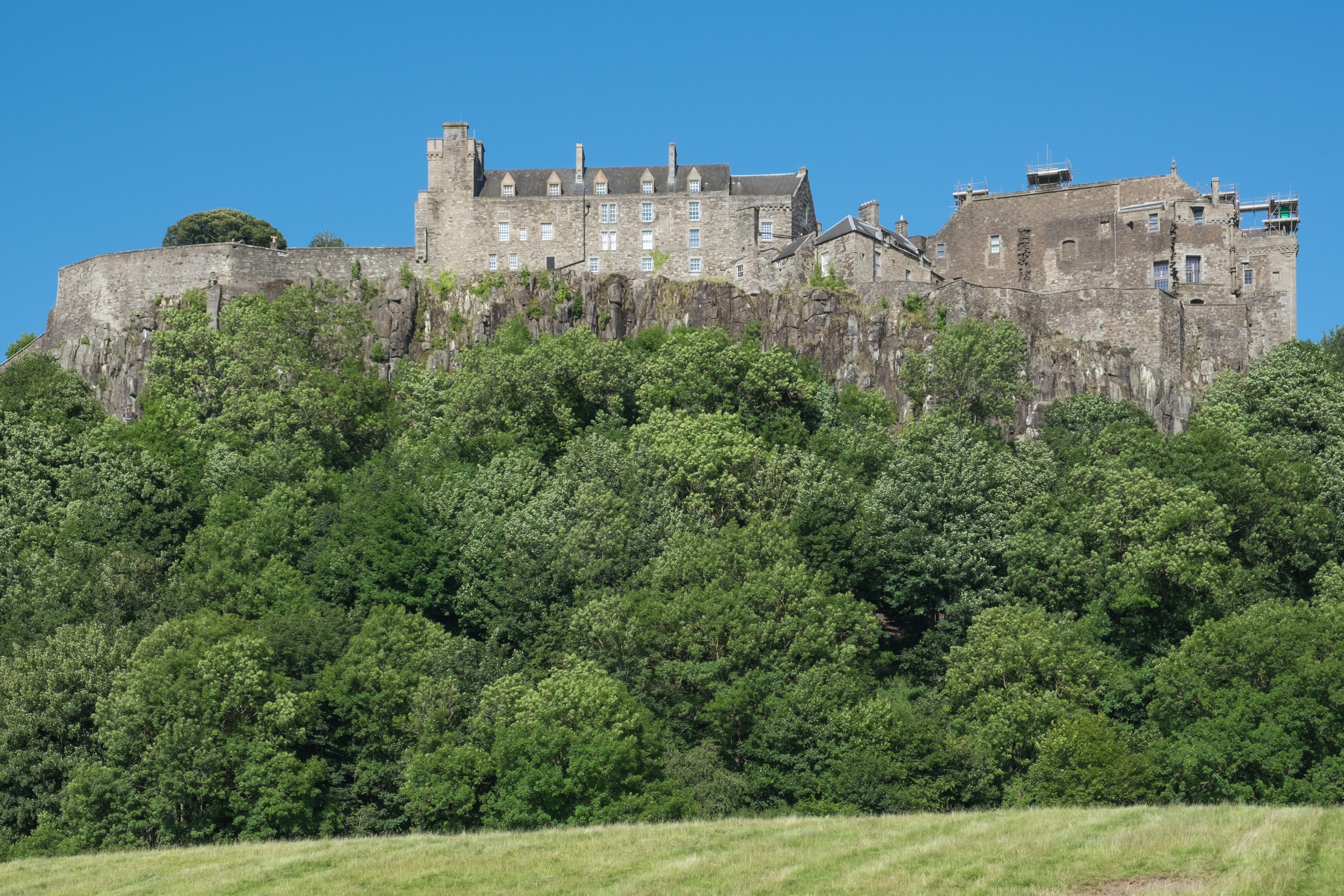
2017년의 스털링성

스털링성은 연중무휴 일반 방문객에게 공개되고 있다. 스코틀랜드를 찾은 관광객 사이에서도 인기 명소로 꼽히는데, 주요 관광명소 협회(Association of Leading Visitor Attractions)가 발표한 통계에 따르면 2019년에는 총 609,698명이 이곳을 찾은 것으로 조사됐다.
성 내외부 산책로나 광장은 여러 유명 공연의 야외 콘서트장으로 활용되었으며, 스털링성과 주변 풍경을 배경으로 콘서트 실황 DVD가 발매되기도 했다. REM, 오션 컬러 씬, 밥 딜런, 웻 웻 웻, 로드 스튜어트가 스털링성에서 공연한 대표적인 가수다. 여기에 스털링시의 호그머네이 축제 행사도 열린다.
킹스 올드 빌딩에는 아가일 선덜랜드 하이랜더 연대라는 영국군 소속 전열보병 부대의 본부가 자리해 있었으며, 부대 해체 이후에는 이들을 기념하기 위한 연대 박물관 (Regimental Museum)이 자리해 있다. 2018년 8월 31일 보수 공사를 위해 잠시 폐관하였다가 2021년 6월에 재개관했다.

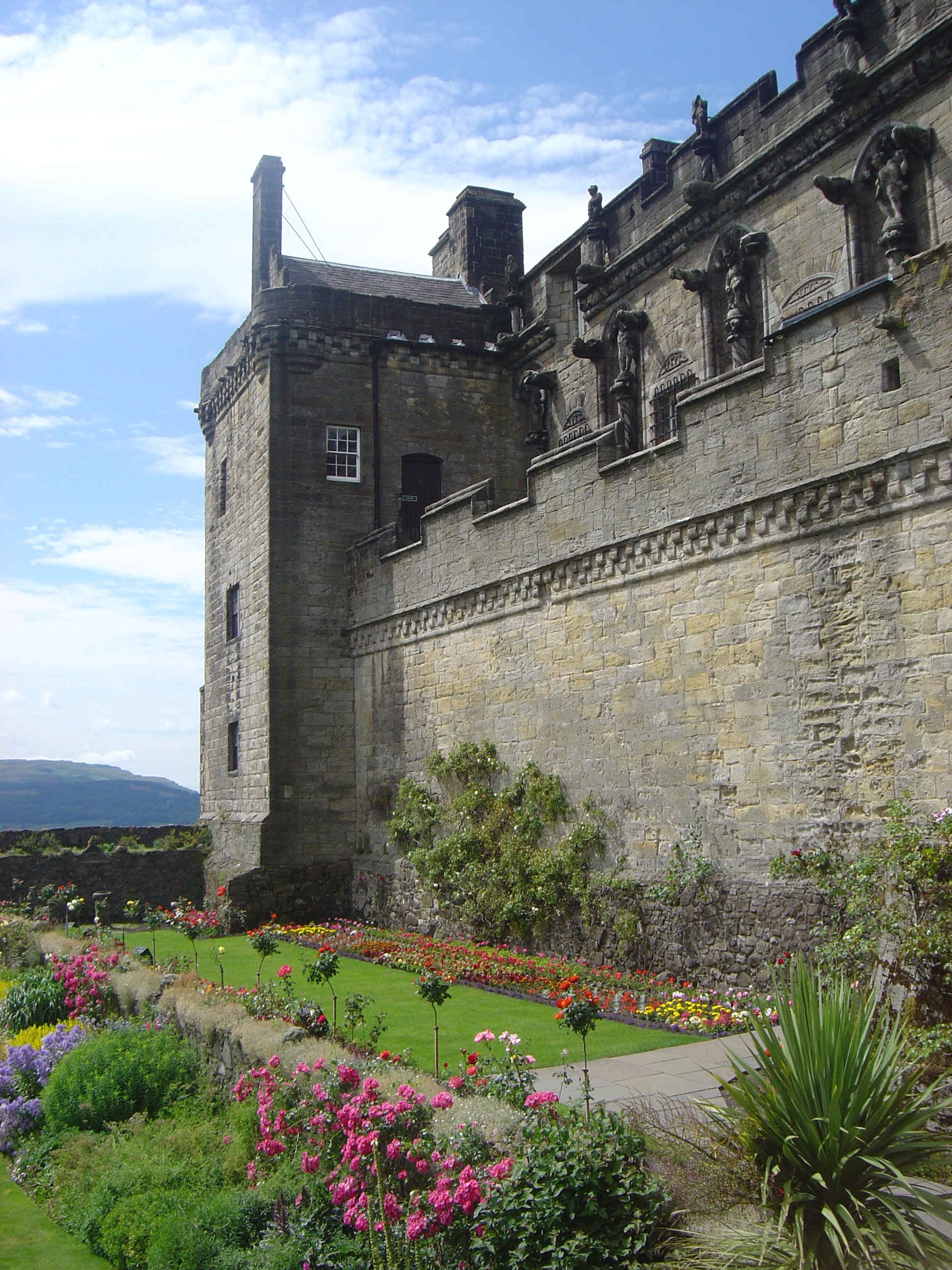
프린스 타워 앞 정원

스코틀랜드의 화폐발행을 담당하는 클라이드스데일 뱅크에서 발행된 20파운드 지폐 시리즈 뒷면에는 스털링성을 도안으로 삼고 있다. 앞면에는 말을 탄 로버트 브루스가 그려져 있다.
독일 작센주의 콜디츠성과 유사한 외관을 띄고 있다. 때문에 1970년대 영국 드라마 <콜디츠>의 야외 촬영무대로 활용되기도 했다. <콜디츠>는 제2차 세계 대전 당시 콜디츠성이 교도소로 사용될 당시 연합군 포로들이 성에서 탈출하려는 시도를 그려낸 드라마다.

## 유령 목격설
스털링성의 유령 목격담도 유명한데 그 중에서 가장 널리 알려진 괴담은 그린 레이디 (Green Lady)이다. 여러 기사에 따르면 그린 레이디는 오랜 세월동안 수많은 지역 주민들과 방문객들로부터 목격된 것으로 알려져 있다. 그린 레이디의 정체에 대해서는 위험에 처한 메리 여왕을 구출한 하녀였다는 설이 유명하며, 그린 레이디가 나타났다는 것은 화재가 곧 벌어지리란 징조로 해석되기도 한다.

## 같이 보기
- 스털링 (스코틀랜드)
- 스털링성주
- 스코틀랜드의 지폐
- 스코틀랜드의 성 목록